# Championnats du monde de tir 1927
Navigation
Édition précédente Édition suivante
Les championnats du monde de tir 1927, vingt-quatrième édition des championnats du monde de tir, ont eu lieu à Rome, en Italie, en 1927.